# کلارا آشرافیان
کلارا زارمایروفنا آشرافیان (روسی: Кла́ра Зарма́йровна Ашрафя́н)(زادهٔ ۱۵ سپتامبر ۱۹۲۴، ایروان — درگذشته در ۷ اوت ۱۹۹۹، مسکو) یک هندشناس شوروی با اصالت ارمنی بود. وی به‌خاطر تحقیقاتش در مورد سلطنت دهلی و امپراتوری مغول شناخته شده است.

## زندگی و حرفه
کلارا آشرافیان در ایروان و در خانواده یکی از بنیان‌گذاران حزب کمونیست ارمنستان، زارمِیر آشرافیان، به دنیا آمد. در سال ۱۹۳۶، پدر و مادرش مورد اتهام قرار گرفته، دستگیر و اعدام شدند. کلارای یتیم شده توسط اقوامش در مسکو به فرزندی پذیرفته شد. علیرغم اینکه به عنوان عضو خانواده یک خائن به میهن اعتبارش لکه‌دار شده بود، به او اجازه داده شد تا در دانشکده تاریخ دانشگاه دولتی مسکو تحصیل کند و در سال ۱۹۴۷ فارغ‌التحصیل شد. او در تاریخ ایران قرون وسطی تحت نظر ب.ن. زاخودر تخصص پیدا کرد و در سال ۱۹۵۰ با رساله‌ای دربارهٔ دوره سلطنت نادرشاه مدرک کاندیدای علوم خود را دریافت کرد.
بین سال‌های ۱۹۵۰ تا ۱۹۵۵، او به عنوان ویراستار بولتن ادبیات در زمینه ادبیات خارجی در کتابخانه بنیاد علوم اجتماعی مشغول به کار بود و جانشین کاکا آنتونوا شد. تحت تأثیر آنتونوا و ای.م. ریسنر، او رشته تحصیلی خود را تغییر داد و به تحقیق در مورد کشورهای اسلامی هند در قرون وسطی پرداخت، که در آنجا دانش او از زبان فارسی مفید واقع شد. از سال ۱۹۵۵ تا زمان مرگش، در مؤسسه مطالعات شرقی آکادمی علوم روسیه مشغول به کار بود.
در سال ۱۹۸۴، مؤسسه تصمیم گرفت مجموعه‌ای چند جلدی از آثار مربوط به تاریخ شرق را منتشر کند. آشرافیان مسئول بخش مردم شرق شد و ویراستاری جلدهای دوم و سوم این مجموعه را برعهده داشت.
آشرافیان در ۷ اوت ۱۹۹۹ در مسکو درگذشت.

### آکادمی
اولین تک‌نگاری آشرافیان که در سال ۱۹۶۰ منتشر شد، با عنوان سلطنت دهلی بود که توسعه سیاسی و مبنای اجتماعی و اقتصادی اولین حکومت‌های اسلامی در شمال هند را پوشش می‌داد. این اولین انتشار در این زمینه در اتحاد شوروی بود.
تحقیقات او عمدتاً در زمینه مالکیت زمین و ساختار اجتماعی-اقتصادی کشورهای هند و مسلمان بود. مطابق با فلسفه‌های شوروی دربارهٔ تکامل پیشرفته اقتصاد، او مالکیت خصوصی اراضی در قرن ۱۳ را به عنوان مالکیت فئودالی تعریف کرد که بعدها توسط سازماندهی نظامی طبقه حاکم جایگزین شد و به مالکیت دولتی زمین و تسلط اقتصادی بر دهقانان منجر گردید. او اظهار داشت که مالکیت خصوصی در هند به آرامی و با فشاری بر تولیدکنندگان تکامل یافت، به طوری که قبل از اشغال هند توسط بریتانیا، پیش‌نیازهای روابط تولیدی در سیستم کشاورزی کشور در حال شکل‌گیری بود. در حالی که برخی از پژوهشگران ادعا کرده بودند که ظهور و افول حکومت‌ها در هند اساساً نمودهایی از یک ساختار اجتماعی-اقتصادی ایستا بوده است، که در آن قدرت دولتی تغییر می‌کرد و با هیچ درگیری اجتماعی یا شورش‌های فرودستان مواجه نبود، آشرافیان معتقد بود که در اواخر دوره قرون وسطی، قیام‌های دهقانی علیه سلطنت مغول‌ها وجود داشت که عمدتاً به علت خواسته‌های کشاورزان ثروتمند برای سهم بیشتر از درآمد و قدرت بود. در حقیقت، او دو مرحله فئودالیسم را مطرح کرد: یک مرحله زودهنگام تا قرن ۱۳ و یک مرحله توسعه‌یافته تا قرن ۱۸. در مرحله اول، سازماندهی طبقاتی سلسله‌مراتبی خود را تثبیت کرد، با دهقانان و طبقه تجار تحت سلطه و نخبگان جدیدی که بر آنها حکمرانی می‌کردند. در مرحله دوم، جنبش‌های مردمی جامعه را به هم زد و تا حدی سلسله‌مراتب را برهم زد. با این حال، او گفت که فئودالیسم به اندازه کافی به سمت مرحله توسعه سرمایه‌داری تکامل نیافته است. این رساله مورد انتقاد قرار گرفت، به ویژه به دلیل طبیعت پان‌هندی استدلال، در حالی که پژوهشگران دیگر نشان داده بودند که در جنوب هند، مالیات‌دهندگان لزوماً دهقان نبودند و در هر صورت املاک داشتند.
در تحلیل او از تغییر ساختارهای اجتماعی-اقتصادی، آشرافیان (مطابق با مکتب شوروی مطالعات هند) موضع ضد دینی اتخاذ کرد و پیشنهاد کرد که جنبش‌هایی چون باکتی و سیک‌گرایی اصلاحات اجتماعی را با لباس مذهبی رقیق کرده‌اند.

## آثار منتخب
- Делийский султанат. К истории экономического строя и общественных отношений (XIII–XIV вв.) [سلطنت دهلی]. 1960.
- Аграрный строй Северной Индии. XIII – сер. XVIII в. [سیستم کشاورزی هند شمالی: قرن ۱۳ تا نیمه قرن ۱۸]. 1965.
- Феодализм в Индии: особенности и этапы развития [فئودالیسم در هند: ویژگی‌ها و مراحل تکامل]. 1977.
- Средневековый город Индии. XIII – сер. XVIII в. [شهر قرون وسطی در هند: قرن ۱۳ تا نیمه قرن ۱۸]. 1983.
- Дели: история и культура [دهلی: تاریخ و فرهنگ]. 1987.